# John Hand
John "Jack" Loudwell Hand (født 14. juni 1902, død 7. juli 1967) var en canadisk roer, som deltog i de olympiske lege 1928 i Amsterdam.
Hand vandt en bronzemedalje i roning under Sommer-OL 1928 i Amsterdam. Han var med på den canadiske båd som kom på en tredjeplads i otter med styrmand efter USA og Storbritannien.
De andre på den canadiske otter var Frederick Hedges, Frank Fiddes, Herbert Richardson, Jack Murdoch, Athol Meech, Edgar Norris, William Ross og John Donnelly.